# Kierunek Księżyc (film)
Kierunek Księżyc (ang. Destination Moon) – amerykański film z 1950 roku w reżyserii Irvinga Pichela. 